# Narrow
Narrow je studiové album rakouské hudebnice Soap&Skin. Vydáno bylo 10. února 2012 společností PIAS Recordings na CD a gramofonové desce. Album bylo do značné míry inspirováno smrtí zpěvaččina otce.

## Seznam skladeb
Autorkou všech skladeb je Soap&Skin. Výjimkou je pouze píseň „Voyage, voyage“, která je coververzí od francouzské zpěvačky Desireless a jejími autory jsou Dominique Albert Dubois a Jean-Michel Rivat. S výjimkou písní „Vater“ (němčina) a „Voyage, voyage“ (francouzština) mají všechny písně anglické texty.
| Pořadí | Název                      | Délka |
| ------ | -------------------------- | ----- |
| 1.     | Vater                      | 5:36  |
| 2.     | Voyage, voyage             | 5:18  |
| 3.     | Deathmental                | 4:45  |
| 4.     | Cradlesong                 | 2:11  |
| 5.     | Wonder                     | 3:14  |
| 6.     | Lost                       | 1:57  |
| 7.     | Boat Turns Toward the Port | 3:07  |
| 8.     | Big Hand Nalls Down        | 2:54  |
| 9.     | Jail (bonus)               | 0:55  |

## Obsazení
- Soap&Skin – zpěv, nástroje, aranžmá, produkce
- Georg Janosievics – elektronika
- Christian Schlager – sbor
- David Hebenstreit – sbor
- Dirk Arthofer – sbor
- Evelyn Plaschg – sbor
- Felix Knoth – sbor
- Laura Singer – sbor
- Lisa Heartmill – sbor
- Lukas Novak – sbor
- Noushin Redjaian – sbor
- Sascha Ring – sbor
- Vera Perl – sbor
- Violetta Parisini – sbor
- Christoph Amann – mastering
- Greg Calbi – mastering